# Zmienna objaśniająca
Zmienna objaśniająca / egzogeniczna / zewnętrzna / predyktor/ regresor – zmienna w modelu statystycznym (czyli także np. w modelu ekonometrycznym), na podstawie której wyznacza się prognozę zmiennej objaśnianej (endogenicznej). Zmiennych objaśniających zwykle występuje wiele w jednym modelu.
Niekiedy w analizie regresji stosuje się też nazwę zmienna niezależna. Jest to określenie wywodzące się z algebry (zobacz zmienne zależna i niezależna), jednak w statystyce jest mylące, gdyż zmienne objaśniające nie muszą być statystycznie niezależne od siebie, a celem modelowania jest właśnie znalezienie zależności między nimi i zmienną objaśnianą.

## Charakter zmiennej objaśniającej
Ze względu na formę zależności między daną zmienną objaśniającą a zmienną objaśnianą w ekonometrii wyróżnia się wśród zmiennych objaśniających cztery grupy:
- stymulanta – dodatnia korelacja ze zmienną objaśnianą; wzrost wartości zmiennej objaśniającej prowadzi do wzrostu zmiennej objaśnianej
- destymulanta – ujemna korelacja ze zmienną objaśnianą; wzrost wartości zmiennej objaśniającej prowadzi do spadku zmiennej objaśnianej
- nominanta – zmienna ma charakter stymulanty do pewnego punktu, zwanego wartością nominalną, a później charakter destymulanty
- neutralna – zmienna niezależna od zmiennej objaśnianej, lub o zbyt słabej zależności, aby ją w praktyce zastosować w modelu.